# مولاي بوسلهام
مولاي بوسلهام : مدينة صغيرة ساحلية مغربية توجد شمال غرب البلاد على المحيط الأطلسي وتنتمي بلدة مولاي بوسلهام لإقليم القنيطرة و تضم 5693 نسمة في المركز، هي قرب دوار أكلا المشهور بالممر السري للهجرة السرية . أما الجماعة القروية فتضم 21.462 (حسب إحصاء 2004).

## التسمية
يعود اسم المدينة الشاطئية (مولاي بوسلهام) لأحد الأولياء، الذي يقال أنه أتى إلى المدينة من مصر فاستقر بها، والسلهام حسب ما هو متعارف عليه في المملكة المغربية هو البرنس أو العباءة.
و تبعد مدينة مولاي بوسلهام عن عاصمة جهة الغرب (القنيطرة) حوالي 75 كلمتر وعن مدينة (سوق أربعاءالغرب) ب44 كيلومتر وتبعد عن مدينة(طنجة) بحوالي 120 كلم.
وتتميز هذه المدينة الساحلية، بشواطئها الممتدة والمقسمة إلى 4 شواطئ يطلق عليها المسابح، المسبح الأول ثم المسبح الثاني والمسبح الثالث..
وفي الجهة الأخرى من الشاطئ الرئيسي يوجد شاطئ آخر يطلق عليه (هاواي ) الذي تتنوع طبيعته ما بين الرمال والكثبان الرملية والغابة الكثيفة..
فضلاً عن أن مدينة مولاي بوسلهام تشتهر بضايتها الطبيعية المعروفة (بالمرجة الزرقاء) وهي عبارة عن بحيرة عميقة تتصل بالمحيط الأطلسي، وهي ملجأ لأنواع شتى من الطيور المهاجرة النادرة وكذا الأسماك المتنوعة.